# Крайцери скаути тип „Алмиранте Грау“
Алмиранте Грау (на испански: Almirante Grau) са серия крайцери скаути на перуанските ВМС от началото на 20 век.
Всичко от серията са построени 2 кораба: „Алмиранте Грау“ (на испански: BAP Almirante Grau) и „Колонел Болонеси“ (на испански: BAP Coronel Bolognesi). Корабите имат изключително дълга служба и са част от флота до 1958 г.

## Проектиране и конструкция
През 1905 г., Перу прави поръчка на британската фирма Vickers, Sons & Maxim, Ltd за два крайцери скаути, подобни на построените за Кралския флот от „Викерс“ крайцери тип „Сентинел“‎‎. Прототипа е предназначен за лидер на ескадрени миноносци, но в перуанската флота това са най-силните кораби във флота за дълъг срок и като такива те изпълняват различна роля.
Корабите са с максимална дължина от 115,82 m, широки са 12,34 m и имат газене от 4,26 m. Нормалната водоизместимост е 3100 тона. Силовата им установка е от две четири цилиндрови работещи на въглища парни машини с тройно разширение, задвижващи два гребни винта. Машините са захранвани от десет парни котела на „Яроу“ и имат мощност от 14000 к.с., която осигурява на корабите скорост от 24 възела. Запасът от въглища е 500 t, което подсигурява далечина на плаване от 3276 морски мили при скорост от 10 възела.
Корабите са въоръжени с две 152 mm оръдия на носа и в кърмата, осем 76 mm оръдия в самостоятелни установки по бордовете и осем 47 mm скорострелни оръдия на „Хочкис“. Корабите имат два подводни 450 mm торпедни апарата. Защитата е бронирана палуба дебела 38 mm, 76 mm броня на бойната рубка и 76 mm броня на щитовете на оръдията от главния калибър. Екипажът съставлява 320 офицера и матроса, като в качеството си на флагман „Алмиранте Грау“ има допълнително място за щаб на юта.
Серията е заложена от Vickers в Бароу през 1905 г. и е спусната на вода през 1906 г. Корабите с лекота достигат контрактната скорост при изпитанията, като „Алмиранте Грау“ постига скорост от 24,64 възела, а „Колонел Болонеси“ 24,72 възела.

## История на службата
След завършването си двата съда правят съвместно плаване от Англия до Перу, пристигайки в Каляо на 10 август 1907 г. През Първата световна война двата кораба ескортират търговски съдове около бреговете на Перу, а „Алмиранте Грау“ действа и като плаваща база за подводници.
1925 г., двата кораба са модернизирани за работа на котлите с течно гориво. През 1932 г. избухва Колумбийско-перуанската война за територии в Амазонските джунгли. През май 1933 г., „Алмиранте Грау“, ескортиран от две подводници е изпратен през Панамския канал към устието на река Амазонка, за да поддържа операциите на перуанската флота по реката. Войната завършва преди те да достигнат назначението си и крайцера, заедно с подводниците се връщат обратно в Пацифика.
Двата крайцера са модерницирани от Yarrow Shipbuilders (Яроу) през 1934 г., като старите котли са сменени с нови, този път осем на брой, скоростта на корабите се редуцира до 23,5 възела. Сменена с по-модерна е системата за управление на артилерийския огън а 76 mm оръдия са сменени с нови, японско производство, но вече като зенитна артилерия.
В периода от юли 1941 до януари 1942 г., двата крайцера са част от блокадата на залива Гуаякил във времето на Еквадорско-перуанската война. През 1940-те години на крайцерите отново са направени промени сменени са мостиците им, а масивните мачти са заменени със сглобяеми. Зенитното въоръжение е усилено с добавянето на седем 50 калиброви картечници „Браунинг“, добавени са устройства за изстрелване на дълбочинни бомби за борба с подводници. След влизането на Перу във Втората световна война, през 1944 г., те служат в бреговата охрана, като патрулни кораби. След края на войната са прекласифицирани в учебни кораби, впоследствие са превърнати на блокшиви преди да бъдат извадени от списъците на флота на 24 юни 1958 г. и са продадени за скрап.

## Представители
| Име                | Заложен | Спуснат на вода      | Влиза в строй       | Съдба                                    |
| ------------------ | ------- | -------------------- | ------------------- | ---------------------------------------- |
| „Алмиранте Грау“   | 1905 г. | 27 март 1906 г.      | 19 октомври 1906 г. | продаден за скрап на 24 декември 1958 г. |
| „Колонел Болонеси“ | 1905 г. | 24 септември 1906 г. | 1 март 1907 г.      | продаден за скрап на 24 декември 1958 г. |

## Коментари
1. ↑  Префиксът е от на испански: Buque Armada Peruana – Кораб на перуанския флот.